# Muriel Gerkens

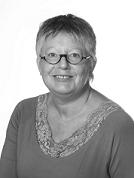
Muriel Gerkens

Muriel Gerkens (Hotton, 25 april 1957) is een Belgisch politica voor Ecolo.

## Levensloop
Gerkens behaalde in 1981 het diploma van licentiaat in de psychologie aan de Universiteit Luik. In 1980 was ze een van de oprichters van de vzw ASAH, dat begeleiding biedt aan gehandicapte personen, en ze werkte er van 1981 tot 1999 als psychologe.
Ze militeerde vanaf de jaren '80 voor de partij Ecolo en was van 1996 tot 1999 regionaal secretaris van de Luikse Ecolo-afdeling. Bij de federale verkiezingen van 1999 stond ze eerste opvolger op de Ecolo-lijst voor de Kamer van volksvertegenwoordigers voor het arrondissement Luik. Enkele weken later werd ze volksvertegenwoordiger ter opvolging van Thierry Detienne, die minister in de Waalse Regering werd. In de Kamer richtte ze zich op het beleid rond personen met een handicap en van 2001 tot 2003 was ze voorzitter van de Ecolo-Agalev-fractie in de Kamer.
In 2003 werd Gerkens herkozen als volksvertegenwoordiger en in de legislatuur 2003-2007 was ze lid van de commissies Volksgezondheid en Leefmilieu. Ook in 2007 werd ze in deze functie herkozen en van 2007 tot 2009 was ze in de Kamer voorzitter van de commissie van Volksgezondheid en Leefmilieu. Van 2009 tot 2010 was ze opnieuw voorzitter van de Ecolo-Groen!-fractie in de Kamer.
Bij de verkiezingen van 2010 slaagde Gerkens er opnieuw in om herkozen te worden als volksvertegenwoordiger en ditmaal werd ze in de Kamer de voorzitster van de commissie Financiën en Begroting. Dit bleef ze tot in maart 2012, waarna ze van 2012 tot 2014 voor de derde keer Ecolo-fractieleider in de Kamer was ter opvolging van Olivier Deleuze. In 2014 werd Gerkens verkozen voor een vijfde termijn als Kamerlid en in de Kamer was ze voor de legislatuur 2014-2019 voorzitster van de commissie Volksgezondheid, Leefmilieu en Maatschappelijke Hernieuwing.
In oktober 2018 moest ze ontslag nemen uit de Kamer, omdat ze zich verkiesbaar stelde voor de provincieraadsverkiezingen in Luik. Dat was onverenigbaar met een mandaat in de Kamer. De kandidatuur was een vergissing, Ecolo had niet de bedoeling om Gerkens uit de Kamer weg te halen. Om de verkiezingen niet in het gedrang te brengen, besloot ze echter ontslag te nemen als volksvertegenwoordiger. Gerkens werd verkozen als provincieraadslid van Luik en oefende de functie uit tot in juni 2019.
Sinds de lokale verkiezingen van 2018 is Gerkens eveneens gemeenteraadslid van Bitsingen. Van juni 2019 tot juli 2020 zetelde ze eveneens in de raad van bestuur van de intercommunale Enodia en sinds april 2020 is ze bestuurslid bij Nethys, een dochteronderneming van Enodia. Sinds juli 2020 is ze tevens ondervoorzitter van de beheerraad van AVIQ, het Waals Agentschap voor Levenskwaliteit. In oktober 2020 ging Gerkens als adviseur gezondheidszorg deeltijds aan de slag op het kabinet van federaal minister Georges Gilkinet.
Ze is eveneens officier in de Leopoldsorde.